# Braine-le-Château
Braine-le-Château (nld. Kasteelbrakel, wa. Brinne-Tchestea) – miejscowość i gmina (commune) w środkowej Belgii, w Regionie Walońskim, w prowincji Brabancja Walońska, w okręgu Nivelles.

## Podział administracyjny
W skład gminy nie wchodzi żadna dzielnica (section).